# Casa del Gremi d'Assaonadors
La Casa del Gremi d'Assaonadors és un edifici situat al carrer del mateix nom i la placeta d'en
Marcús de Barcelona, adossat a la capella d'en Marcús i catalogat com a bé cultural d'interès local.

## Història

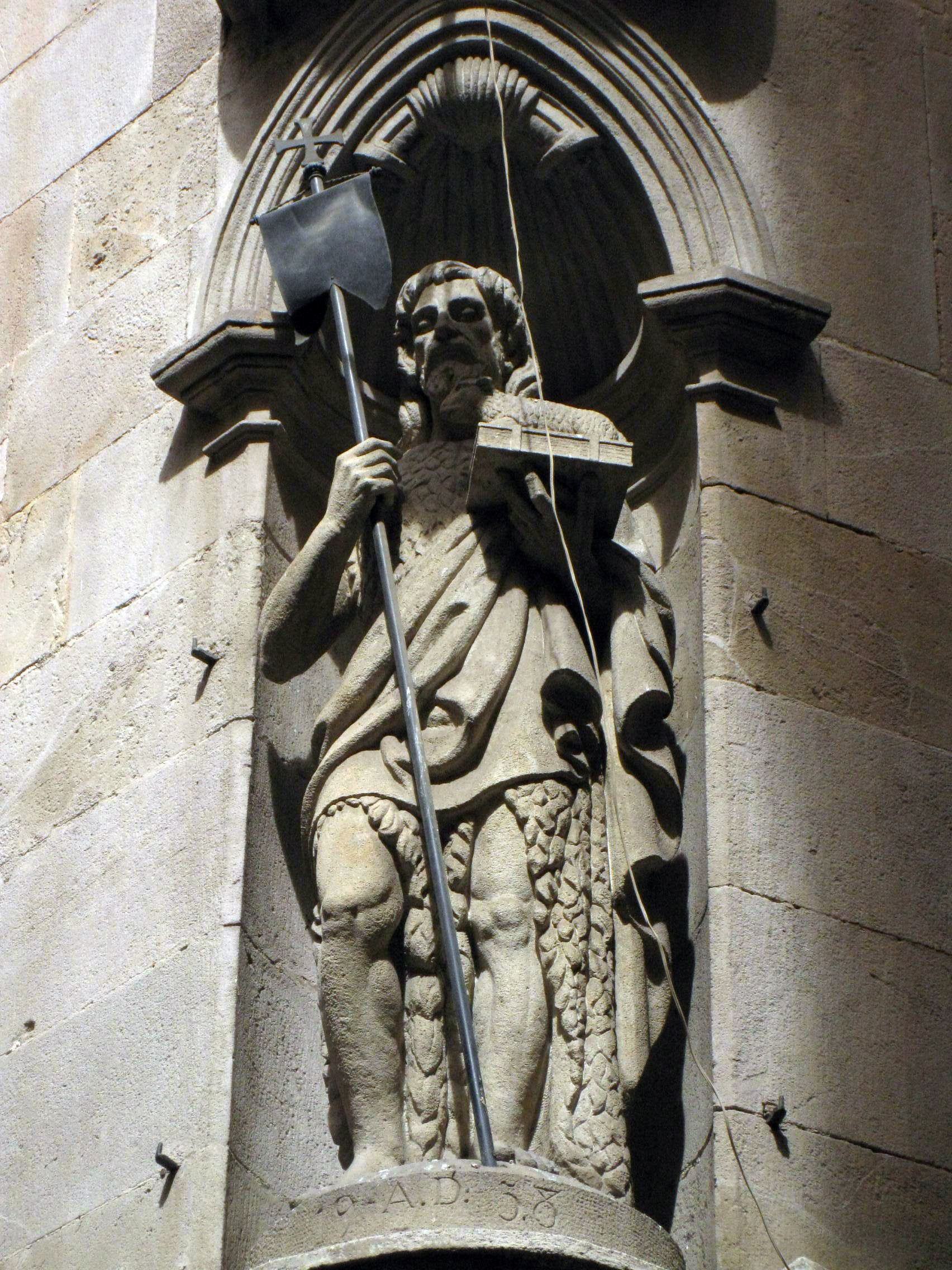
Fornícula amb l'estàtua de Sant Joan

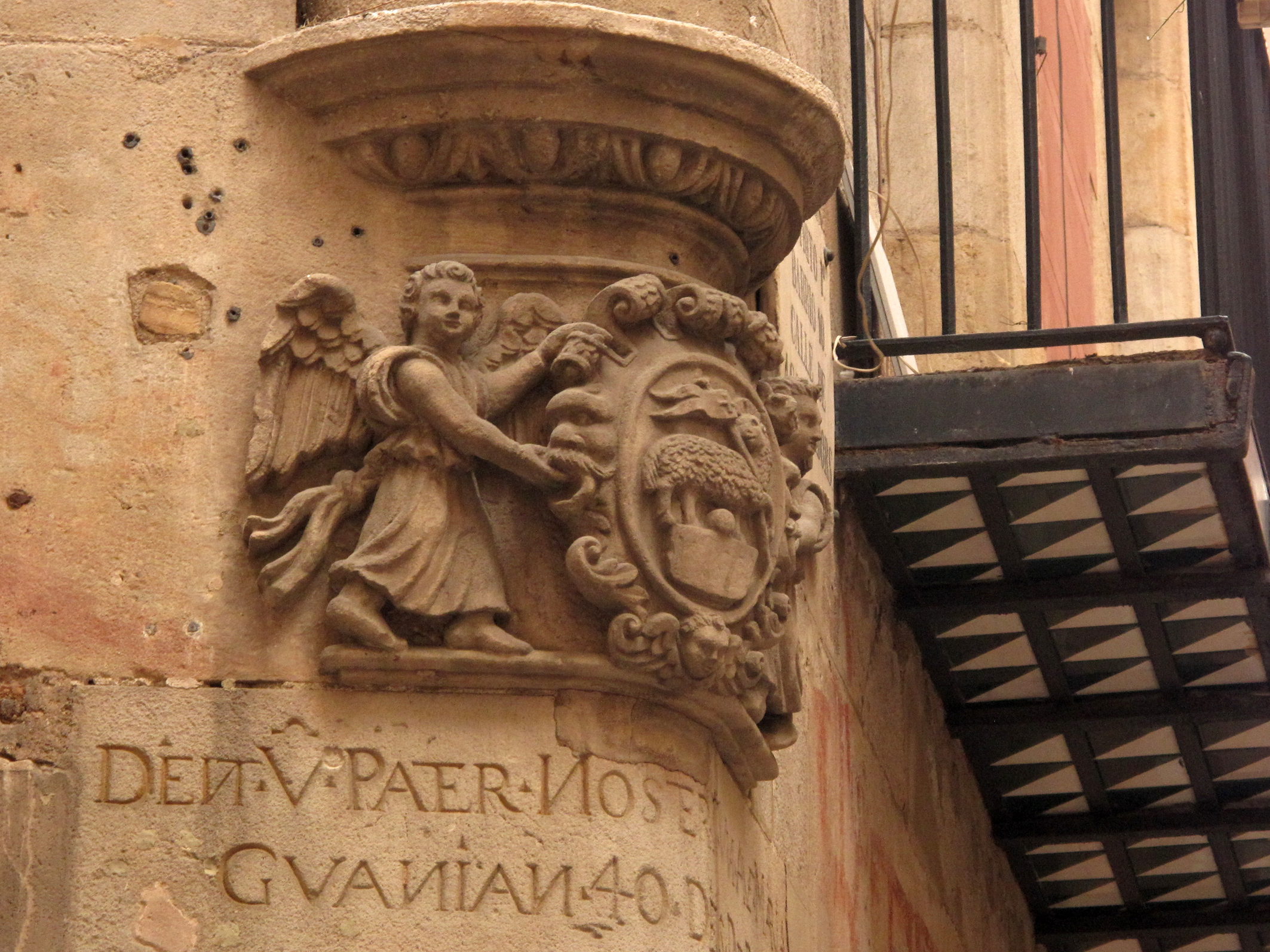
Escut del gremi d'assaonadors

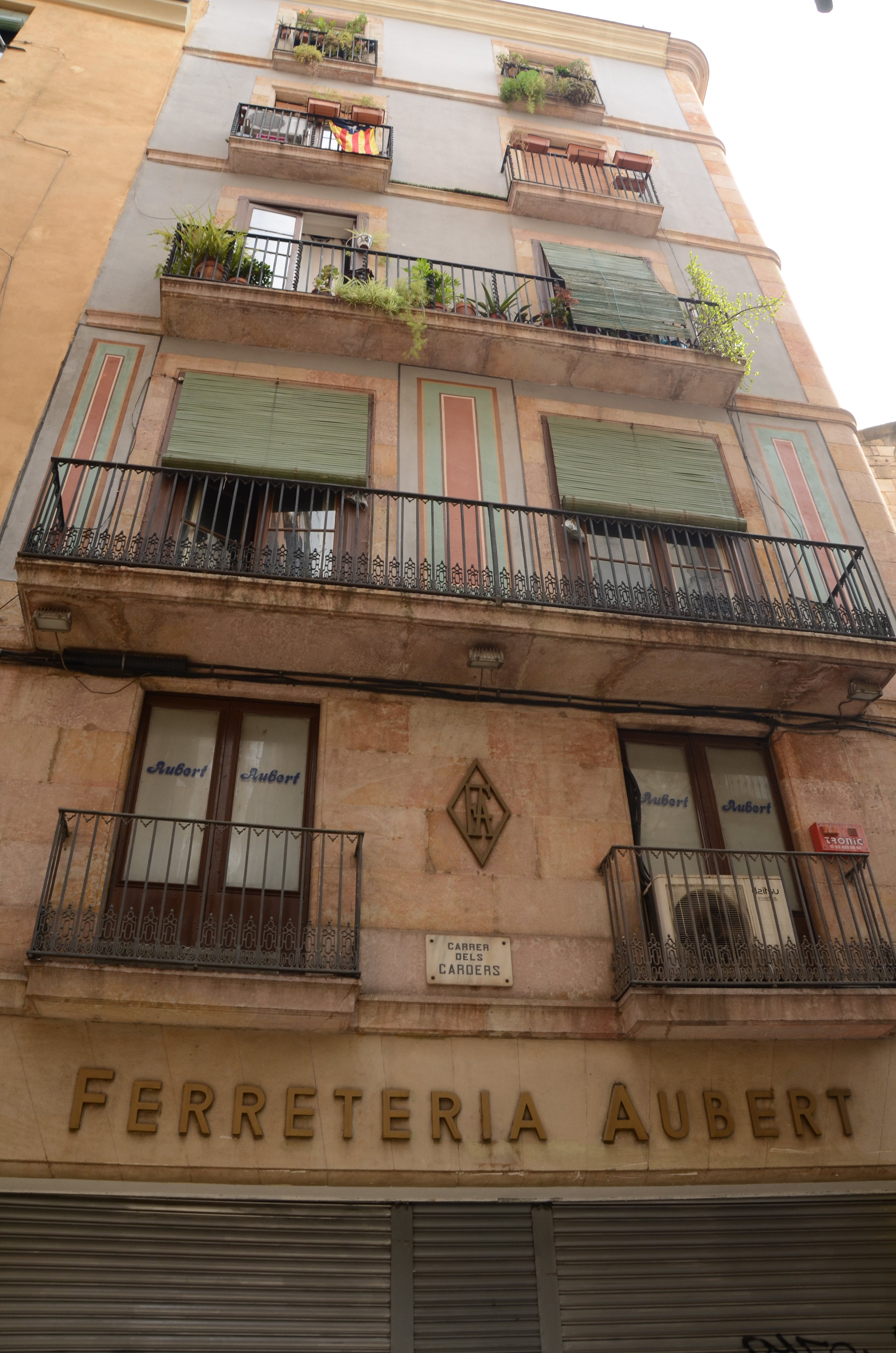
Façana del carrer dels Carders

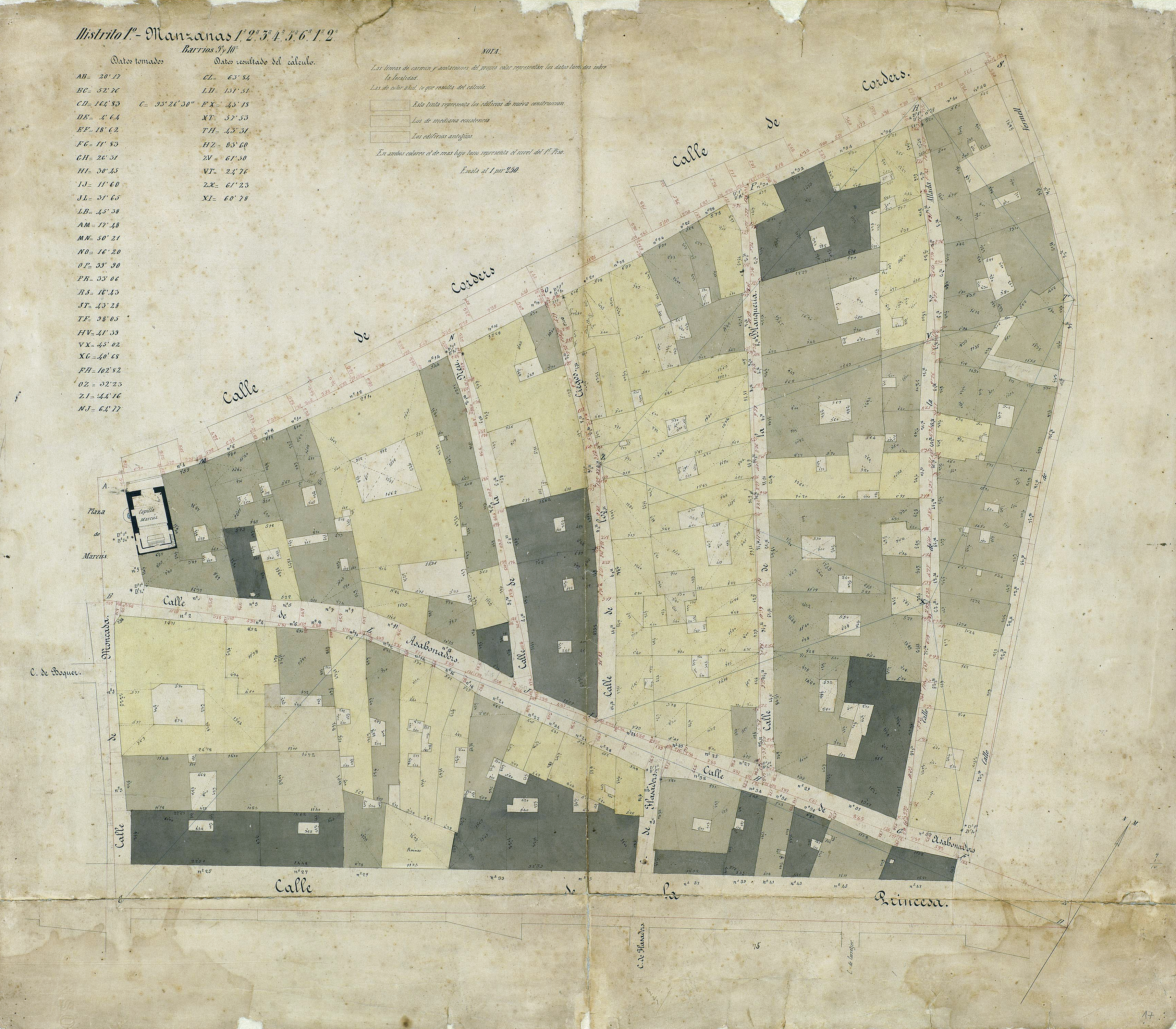
Quarteró núm. 17 de Garriga i Roca (c. 1860)

Aquest edifici té els seus orígens cap al segle xvii, tot i que fou reformat al segle xviii. L'any 1628, el gremi dels Assaonadors feu posar a la cantonada de la casa la fornícula amb l'escultura del seu patró, Sant Joan Evangelista, i el seu escut. Aquesta figura va ser destruïda l'any 1936 i restituïda al 1958 gràcies a fotografies antigues, tot essent costejada pels veïns del barri i l'Ajuntament.
La façana va ser reformada l'any 1852, quan es van convertir algunes finestres en balcons. A finals del segle xx, les façanes van ser restaurades.

## Descripció
La parcel·la té forma d'«L» i obre una altra façana al carrer dels Carders, 4. Consta de planta baixa i quatre pisos cap a la banda de la placeta i un més al cos entre el carrers dels Carders i Assaonadors. L'edifici es cobreix amb un terrat pla transitable.
L'accés es realitza pel carrer dels Assaonadors, a través d'una porta amb llinda de pedra que té una inscripció (1835) i un escut molt deteriorat en el que ja no és visible cap grafia o decoració. Aquesta porta dona accés a una petita escala de veïns que condueix als diversos habitatges de la finca; en aquesta zona es localitza també el celobert de l'edifici que permet donar llum a les estances interiors de la construcció i que és compartit amb la veïna finca del carrer Carders (número 4). Aquest porta d'entrada queda flanquejada per les grans portalades dels espais comercials (actualment ocupat per la ferreteria Aubert), amb muntants i llindes de pedra, a dues de les quals -les que fan la cantonada- es conserven les inscripcions pictòriques en vermell d'un Vitor amb el text: ELA / TEXIDOR.
El primer pis es configura com una planta noble o principal, motiu pel qual les obertures de la façana disposen d'una major alçària que a la resta de nivells. Aquestes finestres amb llinda i muntants de pedra motllurats s'obren a uns balcons que presenten diferències materials i tècniques en cadascuna de les façanes; mentre que la de la placeta d'en Marcús la llosana és de pedra amb relleus esculpits la del carrer Assaonadors, disposa d'un voladís fet amb uns perfils metàl·lics a sobre dels quals es disposa un paviment de rajoles i que van encastats en el mur un cop aquest estava construït. Aquesta diferència de projecte arquitectònic es veu també a la resta de nivells, de tal forma que a la segona planta tots els balcons són de pedra mentre que a la tercera són de ferro. Una anàlisi més detinguda del tipus d'obertura permet observar que les finestres del primer i segon pis són de pedra amb muntants i llindes motllurats, mentre que les dels nivells superiors no presenten cap decoració visible. Aquest fet, unit al tipus de balcó, es podria relacionar amb un canvi de projecte o una remunta posterior. Altra de les característiques més rellevants de la façana és l'existència de finestres que es disposen a l'eix central de la façana del carrer dels Assaonadors i que coincideixen amb la localització de l'escala de veïns.
El parament d'ambdós frontis es troben totalment recoberts per un arrebossat de color vermellós que disposa, a cota dels diferents nivells, d'unes sanefes balques amb aplics de temàtica vegetal que remarquen el nivell dels pisos i ornamenten el conjunt.
Destaca molt especialment la cantonada arrodonida de l'edifici, amb carreus de pedra vistos i on a l'altura del primer pis es localitza una fornícula amb la figura de sant Joan Baptista, patró de l'antic gremi dels Assaonadors amb la inscripció DIENT V PATERNOSTER I VNA AVE MARIA GVUANIAN 40 DIES DE PDO. Sota la fornícula hi ha dos angles que sostenen l'escut del gremi. Els Vitors pintats sobre les portes de la cantonada són un dels pocs exemples que es conserven a la ciutat i es desconeix el fet al que fan referència.
La façana del carrer dels Carders, de planta baixa i cinc pisos, té majoritàriament balcons amb barana de ferro i llosana de pedra, l'amplada de la qual es redueix cap als pisos superiors. El parament es troba totalment revestit amb un arrebossat de tonalitat blava que es combina amb algunes franges vermelles als nivells inferiors i que contrasta amb la pedra vista de les finestres.